# Кориневич Антон Олександрович
Антон Олександрович Кориневич (нар. 13 лютого 1986, Київ) — український державний службовець, науковець, кандидат юридичних наук. Фахівець із міжнародного гуманітарного, кримінального та енергетичного права.

## Життєпис
2009 року закінчив КНУ ім. Шевченка, Інститут міжнародних відносин. У 2011 році захистив дисертацію кандидата юридичних наук.
2009—2011 — юрист II категорії, що проводить науково-технічну роботу в Київському університеті, з 2011 асистент кафедри міжнародного права Інституту міжнародних відносин. З 2012 року — вчений секретар спеціальної вченої ради Київського університету по захисту дисертацій на здобуття наукового ступеня кандидатів і докторів юридичних наук. Сфера наукових інтересів: міжнародне публічне право, міжнародне енергетичне право, міжнародне гуманітарне право, міжнародне кримінальне право. Заступник директора з науково-педагогічної роботи, доцент Інституту міжнародних відносин.
25 червня 2019 — 25 квітня 2022 року — Постійний представник Президента України в Автономній республіці Крим.
Член Комісії з питань правової реформи (голова робочої групи з питань реінтеграції тимчасово окупованих територій) з 7 серпня 2019.
Автор понад 30 наукових та навчально-методичних праць.[джерело?]
В лютому 2020 заявив, що Україна не готова до повернення тимчасово окупованого Криму у випадку, якщо «Росія вирішить піти звідти».
З травня 2022 року — посол з особливих доручень МЗС України.

## Нагороди
- Заслужений юрист України (8 жовтня 2021) — за вагомий особистий внесок у розбудову правової держави, багаторічну плідну працю та високий професіоналізм[7].

## Дипломатичний ранг
- Надзвичайний і Повноважний Посланник другого класу (2024)[8]